# Kayvan Kohanfekr
Kayvan Kohanfekr, auch Keyvan Kohan Fekr, (* 16. September 1991 in Maschhad) ist ein iranischer Radsportler, der bei Rennen auf der Bahn startet.

## Sportliche Laufbahn
Seit den 2000er Jahren bestreitet Kayvan Kohanfekr, ein gelernter Automechaniker,  Rennen im Bahnradsport, vorrangig im Kurzzeitbereich. Bei den iranischen Bahnmeisterschaften 2008 belegte er Rang acht im 1000-Meter-Zeitfahren der U23, im Jahre 2013 wurde er gemeinsam mit Mohammad Daneshvarkhourram und Farzad Moghaddam Sechster im Teamsprint der Elite.
Kayvan Kohanfekr und sein Bruder Kamran beschlossen, den Iran zu verlassen: „When you live in Iran, they control your daily life, they control your ideas.“ („Wenn man im Iran lebt, werden Dein tägliches Leben und Deine Gedanken kontrolliert.“) Dies habe er nicht mehr ertragen: Er wolle frei sein und das Recht haben, zu sagen, was er denke. Die Brüder sparten über eine längere Zeit Geld und gelangten schließlich nach Österreich. Es sei ihnen beiden klar gewesen, dass die ersten Monate und Jahre schwer werden würden.
Seit 2016 ist Kohanfekr mit seinem Hauptwohnsitz in Österreich gemeldet, was ihn berechtigt, an nationalen Meisterschaften teilzunehmen. 2019 wurde er österreichischer Staatsmeister im Sprint.

## Erfolge
2019
- Österreichischer Meister – Sprint